# Rhabdomastix nilgirica
Rhabdomastix nilgirica là một loài ruồi trong họ Limoniidae. Chúng phân bố ở miền Ấn Độ - Mã Lai.